# El gronxador (Fragonard)
El gronxador (L'Escarpolette en francès) també conegut com El feliç capritx del gronxador és una pintura del segle xviii de Jean-Honoré Fragonard situada a la Col·lecció Wallace a Londres. És considerada una de les obres mestres de l'art rococó i l'obra més reconeguda de Fragonard.
El quadre representa a un home jove amagat entre els arbustos, mirant a una dona en un gronxador, mentre el seu ancià marit la gronxa, gairebé amagat a les ombres, i sense adonar-se de l'amant. A mesura que la dona s'eleva en el gronxador, permet al jove fer una ullada furtiva sota el vestit, mentre llença la seva sabata en la direcció d'un Cupido i dona l'esquena a dos querubins angelicals situats al costat del seu marit.
L'obra presenta un paral·lelisme entre el moviment del gronxador i la volubilitat de l'amor femení de la figura, repartit entre el marit i l'amant, molt del gust de la societat francesa de l'època.

## Altres obres de l'autor

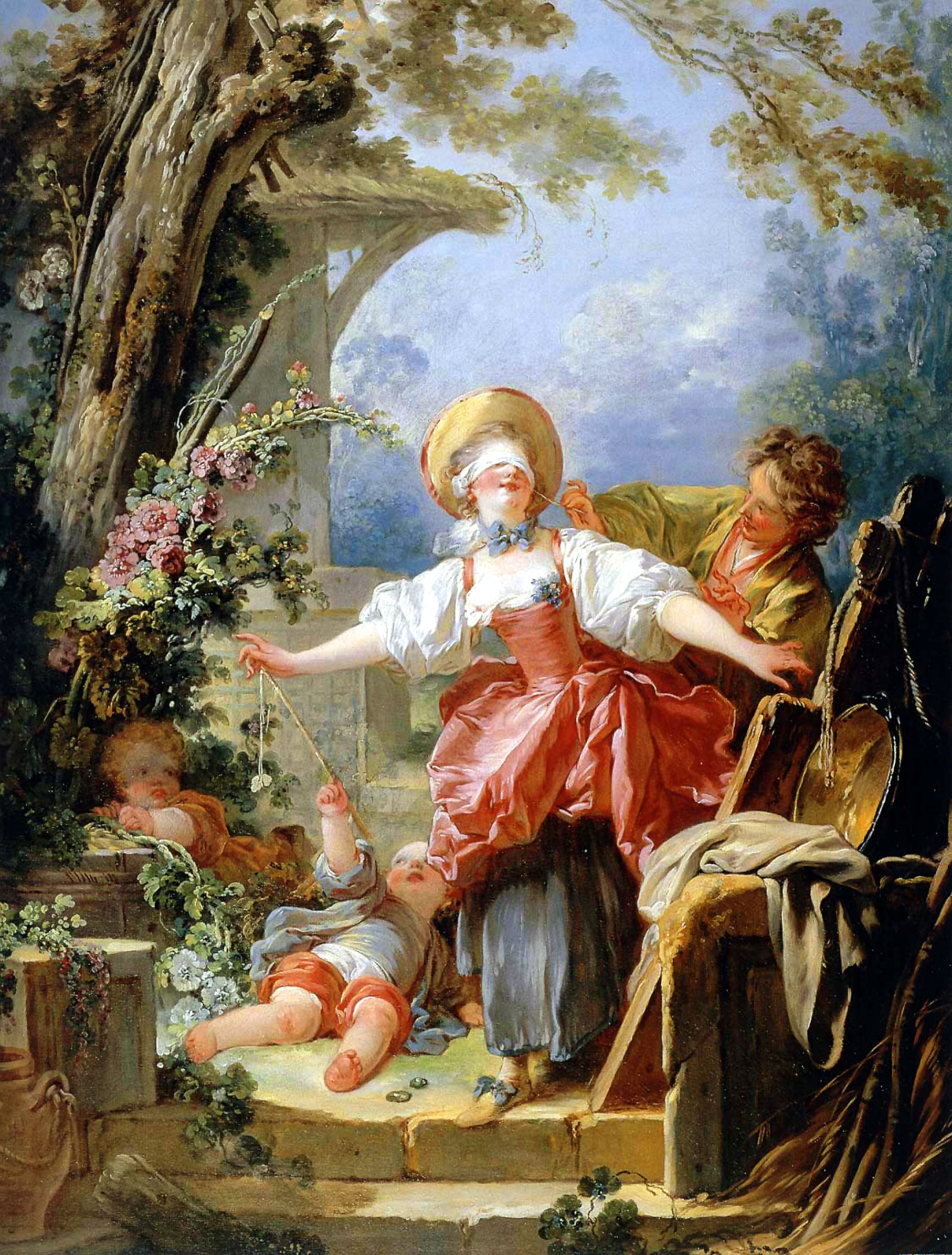
El joc de la gallina cega, 1751
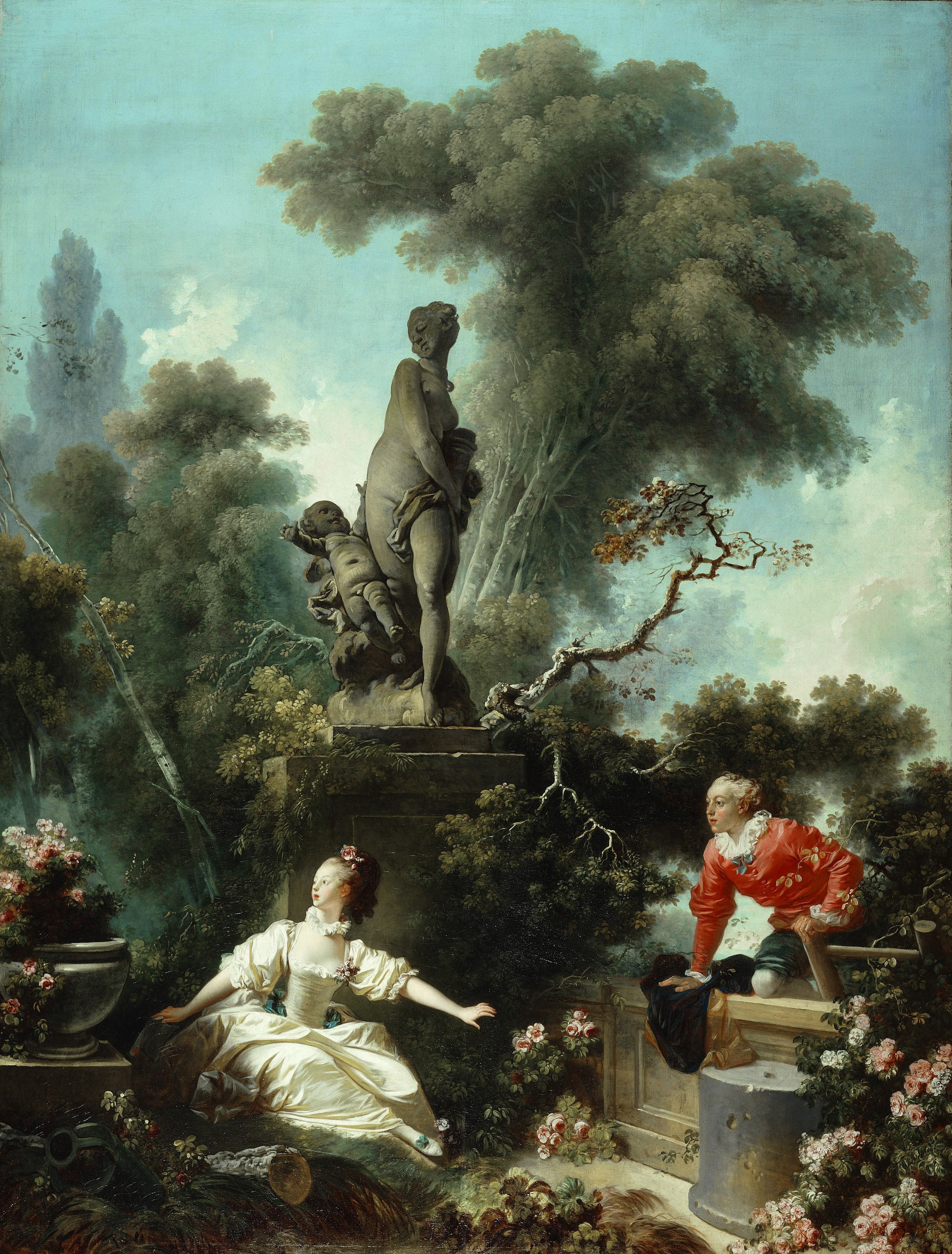
La trobada secreta, 1771-72
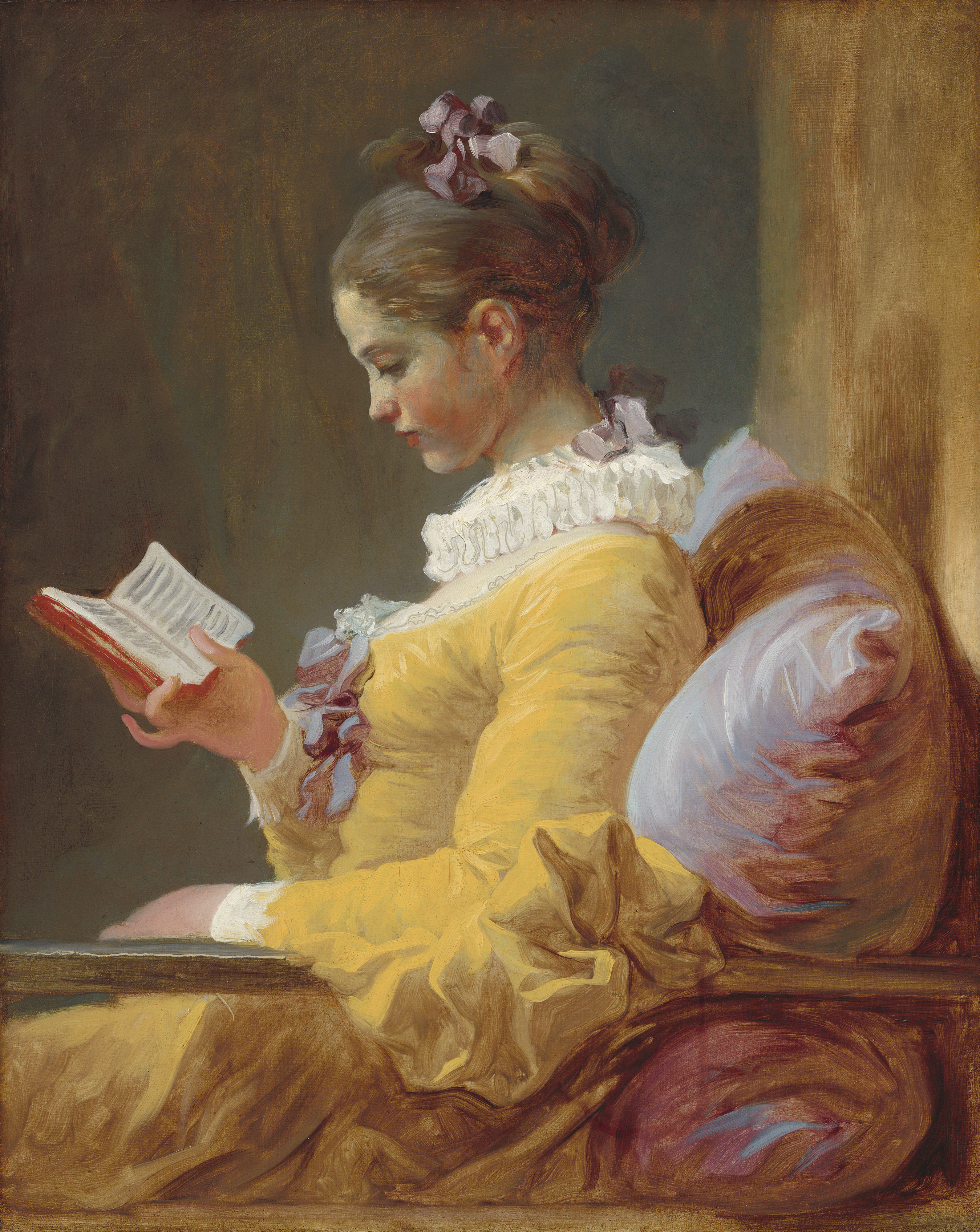
Jove llegint, 1776
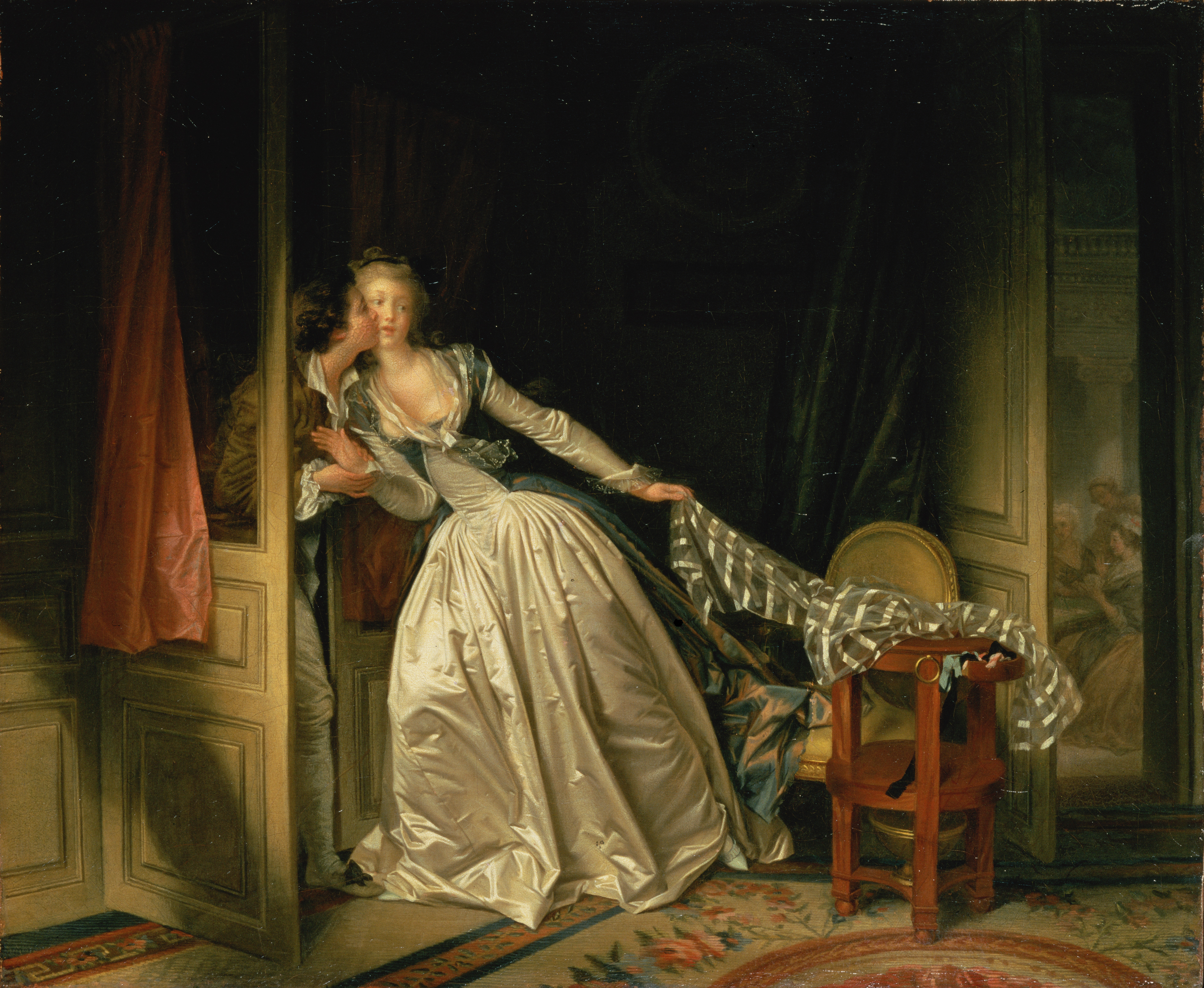
El petó furtiu (1787)